# 胡星斗

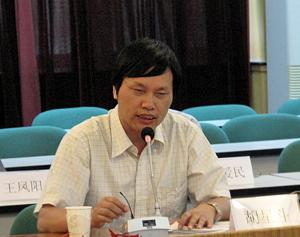
胡星斗

胡星斗（1962年11月11日—），江西南昌人，生于江西德安。北京理工大学经济学教授，毕业于华中科技大学。

## 生平
1978年华中科技大学船舶电气自动化专业本科，1982年船舶电气自动化专业研究生。1985年进入北京理工大学工作后由工科转向文科。从事政府经济学、发展经济学教学与指导研究生工作。

## 观点
胡星斗是废除劳教、废除户籍、信访研究、政治改革研究的代表人物之一，也是因网站被关闭、起诉而胜诉的中国第一人，被载入有关法学著作。其文章《林彪真相》是林彪研究的最早网络文章之一（1999年），国内外媒体曾经报道他最早与乌有之乡的公开论战，他也是内参和国内外媒体报道的为四川大地震下半旗志哀活动的主要推动者之一。
大力呼吁废除户籍制度、劳教制度等引人关注。2003年6月21日发出《对劳动教养的有关规定进行违宪违法审查的建议书》、2003年11月9日提出《就废除劳动教养制度致中共中央、全国人大、国务院的建议书》。
胡星斗认为，“西方炒作西藏問題極其不智，導致中國國內保守主義抬頭，導致中國極端民族主義情緒的高漲。中國的改革開放、民主法制事業可能在民族主義的大潮中出現倒退。這將是中國的悲劇，對西方也沒有好處。我擔心，極端民族主義將會削弱中國，令中國陷入封閉、內戰。”
2019年3月，胡星斗批評中國官方对舆论的监管不断缩紧，言論空間被進一步壓縮，沒有獨立思想存在的空間，并宣布不再接受任何采访。

## 著作
- 《问题中国》，香港时代潮流出版公司，2004年12月
- 《中国古典式管理》，浙江人民出版社，2008年9月
- 《中国问题学弱势群体经济学选集》，香港1908出版公司，2014年6月